# جائزة موناكو الكبرى 1956
جائزة موناكو الكبرى 1956 هو سباق فورمولا 1 أقيم بتاريخ 13 مايو 1956 في حلبة موناكو. كان الثاني من أصل 8 في بطولة العالم لسباقات الفورمولا واحد موسم 1956. حلّ البريطاني ستيرلنغ موس أولا.